# Chitra vandijki
Espèce
Statut CITES
Chitra vandijki est une espèce de tortues de la famille des Trionychidae.

## Répartition
Cette espèce se rencontre en Birmanie et en Thaïlande.

## Étymologie
Cette espèce a été nommée en l'honneur du néerlandais Peter-Paul van Dijk, travaillant pour l’University of Galway en Irlande et la Chulalongkorn University à Bangkok, en reconnaissance de sa contribution remarquable sur la biologie et pour la préservation des tortues et plus particulièrement des Trionychidae d'Asie.

## Publication originale
- McCord & Pritchard, 2003 "2002" : A review of the softshell turtles of the genus Chitra, with the description of new taxa from Myanmar and Indonesia (Java). Hamadryad, vol. 27, no 1, p. 11–56 (texte intégral).